# Erysimum hakkiaricum
Erysimum hakkiaricum är en korsblommig växtart som beskrevs av James Cullen. Erysimum hakkiaricum ingår i släktet kårlar, och familjen korsblommiga växter. Inga underarter finns listade i Catalogue of Life.